# أندريه روبرسون
أندريه روبرسون (بالإنجليزية: André Roberson)‏ مواليد 4 ديسمبر 1991، هو لاعب كرة سلة أمريكي يلعب مع فريق أوكلاهوما سيتي ثاندر في الرابطة الوطنية لكرة السلة ويحمل الرقم 21. يبلغ طوله 6 قدم 7 بوصة (2.0 م).

## فرق لعب لها
- أوكلاهوما سيتي ثاندر

## روابط خارجية
- أندريه روبرسون على موقع إن بي أي (الإنجليزية)
- أندريه روبرسون على موقع سبورتس رفرنس (الإنجليزية)
- أندريه روبرسون على موقع كرة السلة الأوروبية.كوم (الإنجليزية)
- أندريه روبرسون على موقع إي إس بي إن.كوم (الإنجليزية)
- أندريه روبرسون على موقع كلية كرة السلة في سبورتس رفرنس.كوم (الإنجليزية)
- أندريه روبرسون على موقع ريلجم (الإنجليزية)
- أندريه روبرسون على موقع بروبوليرز (الإنجليزية)
- أندريه روبرسون على موقع سبورتس رفرنس (الإنجليزية)